# Pîsarșciîna, Hrebinka
Pîsarșciîna (în ucraineană Писарщина) este un sat în comuna Hrîhorivka din raionul Hrebinka, regiunea Poltava, Ucraina.

## Demografie
Componența lingvistică a localității Pîsarșciîna
     Ucraineană (98,14%)
     Rusă (1,86%)
Conform recensământului din 2001, majoritatea populației localității Pîsarșciîna era vorbitoare de ucraineană (98,14%), existând în minoritate și vorbitori de rusă (1,86%).